# Jana Čerešněvová
Jana Olegovna Čerešněvová (rusky: Яна Олеговна Черешнева, * 9. února 1989 Krasnojarsk) je bývalá ruská reprezentantka ve sportovním lezení. Vítězka Rock Masteru, juniorská mistryně světa v lezení na rychlost, vicemistryně v lezení na obtížnost a zasloužilá mistryně sportu Ruska.
Pochází z lezecké rodiny, její otec je Oleg Čerešněv, matka Venera Čerešněvová byla vicemistryně Evropy v roce 1998. Jana závodila především v lezení na obtížnost a v boulderingu, v boulderingu skončila nejlépe čtvrtá na mistrovství světa.

## Výkony a ocenění
- mistryně sportu Ruska mezinárodní třídy (MCMK)
- 2005,2006: juniorská mistryně světa
- 2008–2011: nominace na prestižní mezinárodní závody Rock Master v italském Arcu, kde v roce 2011 vyhrála duel

### Závodní výsledky
| Arco Rock Master | Arco Rock Master | Arco Rock Master | Arco Rock Master |
| Rok              | 2008             | 2010             | 2011             |
| ---------------- | ---------------- | ---------------- | ---------------- |
| Obtížnost        | 6                | 19               | —                |
| Duel             | —                | —                | 1                |

| Mistrovství světa | Mistrovství světa | Mistrovství světa | Mistrovství světa | Mistrovství světa | Mistrovství světa | Mistrovství světa |
| Rok               | 2005              | 2007              | 2009              | 2011              | 2012              | 2014              |
| ----------------- | ----------------- | ----------------- | ----------------- | ----------------- | ----------------- | ----------------- |
| Obtížnost         | 9                 | 25                | 13                | 10                | 35-36             | 19                |
| Rychlost          | —                 | 21                | —                 | —                 | —                 | —                 |
| Bouldering        | 13                | 7                 | 21                | 4                 | 13                | —                 |

| Světový pohár       | Světový pohár | Světový pohár |
| Rok                 | 2005          | 2013          |
| ------------------- | ------------- | ------------- |
| Obtížnost           | x             | x             |
| jednotlivě* (x/x/x) | x             | x             |
|                     |               |               |
| Rychlost            | x             |               |
| jednotlivě*         | x             |               |
|                     |               |               |
| Bouldering          | x             | x             |
| jednotlivě*         | x             | x             |
|                     |               |               |
| Kombinace           | x             | x             |

- poznámka: nalevo jsou poslední závody v roce

| Mistrovství Evropy | Mistrovství Evropy | Mistrovství Evropy | Mistrovství Evropy | Mistrovství Evropy | Mistrovství Evropy |
| Rok                | 2006               | 2007               | 2008               | 2010               | 2013               |
| ------------------ | ------------------ | ------------------ | ------------------ | ------------------ | ------------------ |
| Obtížnost          | 25                 | jen bouldering     | 7                  | 21                 | 11-12              |
| Rychlost           | 11                 | jen bouldering     | —                  | —                  | 27                 |
| Bouldering         | zrušeno            | 7                  | 9                  | 21-22              | 26-27              |

| Mistrovství světa juniorů | Mistrovství světa juniorů | Mistrovství světa juniorů | Mistrovství světa juniorů | Mistrovství světa juniorů | Mistrovství světa juniorů | Mistrovství světa juniorů |
| Rok                       | 2003 kat B                | 2004 kat B                | 2005 kat A                | 2006 kat A                | 2007 juniorky             | 2008 juniorky             |
| ------------------------- | ------------------------- | ------------------------- | ------------------------- | ------------------------- | ------------------------- | ------------------------- |
| Obtížnost                 | 4                         | 18                        | 2                         | 10                        | 2                         | 5                         |
| Rychlost                  | —                         | —                         | 1                         | 1                         | —                         | 5                         |